# Pardosa royi
Pardosa royi là một loài nhện trong họ Lycosidae.
Loài này thuộc chi Pardosa. Pardosa royi được Biswamoy Biswas & Dinendra Raychaudhuri miêu tả năm 2003.